# まんが ギャラリー&マーケット
まんが ギャラリー&マーケット（Manga Gallery and Market、以下MGM）とは、創作漫画同人誌の即売会である。コミックマーケットを創設した漫画批評集団「迷宮」が主催しており、同サークル代表の亜庭じゅん（2011年1月21日死去）が本イベントの主催者となっていた。
長らく神奈川県川崎市の川崎市中小企業婦人会館（JR南武線および東急東横線の武蔵小杉駅前）を会場とし開催されていたが、同会場の閉館等の理由により、2007年3月11日開催のMGM97以降は2012年1月22日のMGM98まで休止状態であった。復活後は板橋区の会場で開催されており、主催者は長谷川秀樹である。

## 沿革
1980年8月にコミックマーケットから分離独立の形で開催された即売会「まんが・ミニ・マーケット」が前身である。1981年にMGMと改称した。
MGMを主催するサークル「迷宮」は、まんが同人誌即売会の代名詞とも言えるコミックマーケットの母体だったが、コミックマーケットの即売会としての規模の急速な拡大、パロディ（二次創作）系ジャンルの肥大、といった状況の変化によって迷宮は次第にコミックマーケットの運営からは距離を置くようになった。そのために、迷宮はコミケットの運営から手を引く形でMGMを独立させた。現存する即売会では、コミケットに次ぐ歴史を持つ。
初期から最盛期においては比較的大きく知名度も高い部類の即売会だった。当時の会場だった2階展示場から見本誌コーナーを別室に分けて募集枠200サークルとしても申し込みが収まりきらず、1/3テーブル制が検討された事もある。ベテランサークルオンリー（実際の参加資格は代表者23歳以上でMGM参加歴3回以上）の"ADULT ONLY"、女性サークルオンリーで女子のみでのお茶会タイム有りの"FOR LADYS'"など、サークル参加資格に活動内容以外の制限を設けて開催されたこともあった。
しかし、他の主要な即売会の規模が大きくなっていったのに対し、90年代半ばからMGMの規模は小さくなっていった。1999年には2階展示場を半分に仕切った開催で参加サークル数も最盛期に比べて1/5未満となり、2000年には開催時間が正午から4時間に短縮された。2003年に2階展示場が改築で使用出来なくなったが、同館の5階大ホールの使用許可を得られたため、川崎市中小企業婦人会館での開催が継続した。近年では概ね年間2回ほどのペースで開催。
2007年3月末をもって、これまで会場としていた川崎市中小企業婦人会館が老朽化により閉館・取り壊されることになり、「MGM97」（97回目）が同会館での最後の開催となった。MGM97では、サークル参加数こそ横這いだったものの、いつもの数倍の一般参加者が押しかけ、また閉会後には会場での乾杯会・大人数での居酒屋の打ち上げも行われ、往年の賑わいを彷彿とさせる光景が展開された。スタッフより「次からはもっと人が来そうな場所で開催したい」との発言もあったものの、以後の開催予定や移転先などについては未定とされたまま休止状態となった。
そのまま、2011年には主催者の亜庭が死去。その後、MGM98の2012年1月22日板橋産業連合会館での開催が決定、2011年8月のコミックマーケット80から周知が行われた。また、2011年8月21日のコミティア97にて、亜庭を偲んで「MGMメモリアル読書会」が行われた。MGM98は想定の2倍近くの69サークルが参加、別室に「亜庭じゅん氏追悼の間」も設けられた。

## 運営状況
漫画同人誌の即売会としては小規模な部類である。漫画同人誌にかかわる主要年齢層における知名度も高いとは言えない。有り体に言えばマイナーな即売会だが、商業主義的な価値観の影響のもと規模の拡大や功罪両面に渡る洗練を受けた他の同人誌即売会とは異なり、漫画同人誌の即売会が成立した1970年代中頃～1980年代初期の雰囲気や空気を今に伝える即売会として特異な存在であり、主催者・サークル参加者（漫画執筆者）・一般参加者（読者）間の距離の近さに特徴がある。毎回、終了後の反省会では主催者・参加者が車座になって率直な意見をぶつけ合うなど、他の同人誌即売会では中々見られない光景が当たり前のものとなっており、漫画同人誌即売会黎明期の素朴な雰囲気と何処か学究的とも言われる独特の雰囲気の織り交ざった即売会となっている。
しかし、裏を返せば主催者と参加者がほぼ固定している事を意味しており、新規参加者の参入障壁となっているとする指摘もある。また主催者と参加者の平均年齢が最も高齢な漫画同人誌即売会の一つとも言われ、マンネリズムに直結する参加者の固定化や高齢化が潜在的な問題として認識されている。一方、具体的な方針や方策としてその解決を図るまでには至っていない点などを問題視する声もある。
創作漫画同人誌専門の即売会としてはその草分けであり、早い時期から原画の展示や見本誌コーナーの設置を行い、またカタログ（パンフレット）に掲載するサークルカットに毎回異なるテーマ（お題）を設定するなど、作者と読者を結びつけるさまざまな試みが行われている。
古くは商業主義の影響の端的な象徴の一つとされていたこともあるオフセット誌を排除したコピー誌や手作り本を対象とした"オフセットオフ"、必然的に手作りとなる"豆本オンリー"といった実験的なテーマで即売会を開催する等のアグレッシブな動きを見せた時期もある。これらのテーマはアマチュアによる創作漫画同人誌の原点を再確認するといった評価を得て好評を呼ぶ一方、他の大規模な同人誌即売会ではピコ手（零細）以下で一括されてしまうような「ミニマルな活動にフォーカスし過ぎている」「馴れ合いのママゴト即売会まで零落したのか」といった厳しい批判も寄せられ、長続きすることは無かった。

## 現状
休止状態から復活したMGM98のサークルカタログでは主催スタッフが「とりあえず区切りの100回を目標とし、以後については意見希望を参考にしながら考えて行きたい」と表明。
- 2012年6月10日にはMGM99を板橋区立グリーンホールで開催され、閉会後にスタッフ・サークル・一般を交えた長時間の事後集会を開く体制を確立。
- 2012年9月1日にはMGM100の前夜祭と称するMGM99.5を同ホールで開催。
- 2013年1月27日にはMGM100を同ホールで開催。

MGM100の事後集会において亜庭の名を冠したMGMを完了させ、設立当初の趣意を継いだ新体制として「MGM2」に名称を変更。
- 2013年9月8日に「MGM2.01（えむじーえむにてんぜろいち）」を板橋区立グリーンホールで開催。

以降、同ホールの1階、および2階においてMGM2.xx（xxは回を追うごとに1ずつ増えていく）の名称で、年間3～4回ペースの開催を現在継続中。

## 関連サイト
- MGM2 - オリジナル漫画同人誌即売会